# هوراس أندي
هوراس أندي (بالإنجليزية: Horace Andy)‏ هو مغني جامايكي، ولد في 19 فبراير 1951 في كينغستون في جامايكا.

## وصلات خارجية
- هوراس أندي على موقع IMDb (الإنجليزية)
- هوراس أندي على موقع ميوزك برينز (الإنجليزية)
- هوراس أندي على موقع أول ميوزيك (الإنجليزية)
- هوراس أندي على موقع أول ميوزيك (الإنجليزية)
- هوراس أندي على موقع ديسكوغز (الإنجليزية)
- هوراس أندي على موقع ديسكوغز (الإنجليزية)